# Ayn liblichs piechel

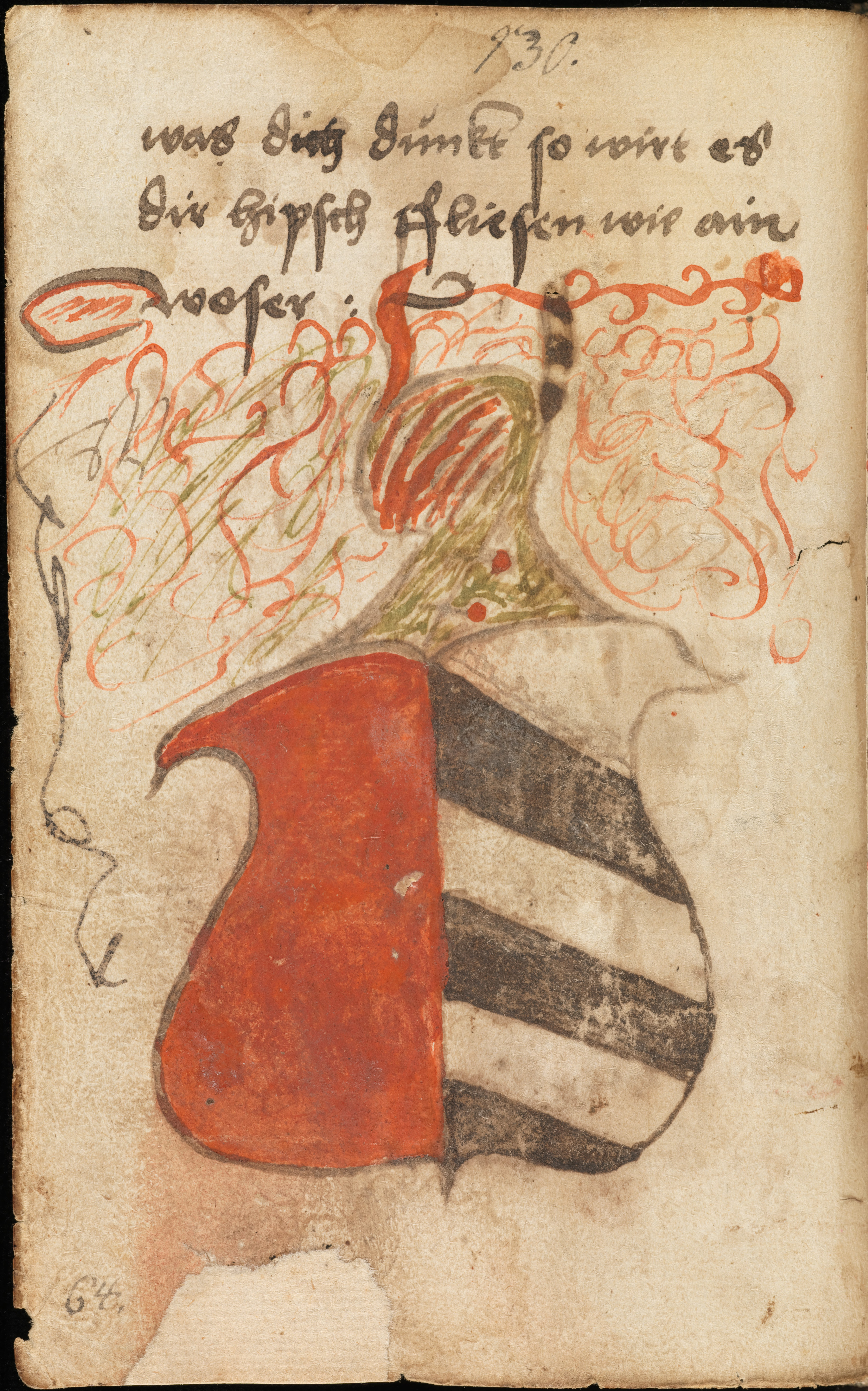
Wappen des Verfassers (Ayn liblichs piechel, Seite 130)

Ayn liblichs piechel (Ein liebliches Büchlein; Eisenbibliothek, Mss 38) bezeichnet ein Probierbuch, das nach 1526 von Wok Pniowsky von Eulenberg als Handschrift angefertigt wurde.

## Geschichte
Wok IV. Pniowsky von Eulenberg († nach 1531; tschechisch Vok Pňovský ze Sovince) war Oberstlandrichter (1518–1525), Probierer und Montanunternehmer in Nordmähren. Nahe der Eulenburg, im Gebiet um Německá Ruda (Deutsch Eisenberg) ließ er in den 1520er-Jahren nach Eisenerz, Gold und Silber graben.
Am 20. Januar 1526 (Anno domini 1526 am tag fabiany vn(d) Sebastiany) begann Pniowsky mit der Niederschrift des Handbuchs, das „Verfahren zur Analyse und Weiterverarbeitung verschiedener Erze und Metalle“ darstellt. Im Jahr 1881 fertigte Josef Zukal eine erste Beschreibung an. Er urteilt: „Es ist zweifelsohne Wok’s Originalmanuscript und gewährt einen interessanten Einblick in den [d]amaligen Stand der Metallurgie. Der beigefügte Index stammt von einer andern Hand aus viel späterer Zeit; dieser Umstand sowie die starke Abnützung zeigen, dass das Buch lange gebraucht worden ist“.
Ayn liblichs piechel gehört zu den frühen Probierbüchern. Zeichnungen fehlen, die Motivation des Verfassers bleibt unbekannt. Heinrich Steiner druckte in Augsburg 1535 das Künstbüchlin und 1546 das Probier Biechlin – beide ohne Angabe eines Verfassers. Als Begründer der Metallurgie gilt Vannoccio Biringuccio, dessen Standardwerk De la Pirotechnia 1540 posthum in Venedig gedruckt wurde. De re metallica von Georgius Agricola erschien 1556 in lateinischer Sprache und ein Jahr später in deutscher Übersetzung. Lazarus Ercker von Schreckenfels, ein böhmischer Probierer, ließ 1573/74 die Beschreibung allerfürnemisten Mineralischen Ertzt, unnd Bergwercks arten, wie dieselbigen, unnd eine jede insonderheit, der Natur und Eigenschafft nach, auff alle Metale Probirt ... In fünff Bücher verfast („Großes Probierbuch“) bei Georg Schwartz in Prag drucken, während sein „Kleines Probierbuch“ von 1556 nie gedruckt wurde.
Wie das Manuskript in die Troppauer (Opava) Gymnasialbibliothek kam, ist unbekannt. Zukal hat es 1881 in der Museumsbibliothek der Stadt vorgefunden. Der Historiker Frantisek Hruby erwähnt das Buch noch in einem Aufsatz aus dem Jahr 1924. Seitdem galt es als verschollen. Im April 1945, kurz vor Ende des Zweiten Weltkriegs, wurde ein Großteil der Sammlungen des Museums durch eine Brandstiftung vernichtet. Mit den fast 46 000 Bänden der Bibliothek verbrannten auch die Zu- und Ausgangsjournale. Nur wenige der Handschriften und Wiegendrucke konnten gerettet werden und befinden sich heute in der Nachfolgeinstitution Knihovna Slezského zemského muzea (Bibliothek des Schlesischen Landesmuseums). Ladislav Hosâk vermutete noch 1959 die Vernichtung durch das verheerende Feuer.
Die Handschrift wurde 1955 im New Yorker Antiquariatshandel von der Eisenbibliothek der Georg Fischer AG erworben. Der Prager Metallurge und Technikhistoriker Ivo Krulis (1893–1973), der ehrenamtlich am Národní technické muzeum v Praze (NTM, Technisches Nationalmuseum Prag) tätig war, konnte Ayn liblichs piechel 1966 bei der Eisenbibliothek einsehen und fertigte Notizen an. Im folgenden Jahr veröffentlichte er in der metallurgischen Fachzeitschrift Hutnické listy (Eisenhütten-Briefe) einen Hinweis auf die Handschrift. Obwohl Krulis die Familie korrekt als Sovinec (Eulenberg) identifizierte, transkribierte er den Namen des Verfassers als Purovsky. So blieb sein Fund von Buchhistorikern unbeachtet. Eine gewünschte Mikroverfilmung unterblieb 1968 in Folge der hohen Kosten.
Seit 2016 liegt Ayn liblichs piechel als Digitalisat vor.

## Beschreibung
Die Handschrift hat 420 Seiten mit den Abmessungen 17 × 11 Zentimetern. Beschreibstoff ist Papier. Einziger Schreiber ist Pniowsky, der sich einleitend vorstellt: Anno domini 1526 am tag fabiany vn[d] Sebastiany ayn liblichs piechel angefange[n] durch mych wocken pniowsky von aylem-berk obristem Sudy des margrafftum yn marhern […]. Der Verfasser schreibt in deutscher Sprache.
Der erste Teil der Handschrift gliedert sich in 40 durchnummerierte Kapitel und erfährt mit einer farbigen Wappenzeichnung der Pniowsky von Eulenberg auf Seite 130 seinen Abschluss. Die Abschnitte des zweiten Teils (ab Seite 133) sind nicht nummeriert, werden aber teilweise mit „Item“ eingeleitet.
Angebunden sind 24 weitere Seiten, die ein jüngeres, 16-seitiges Inhaltsverzeichnis (S. 429–444) enthalten. Es stammt wohl aus dem 17. Jahrhundert und bietet kurze Zusammenfassungen der einzelnen Kapitel. Die Handschrift hat einen einfachen, schwarzen Ledereinband. Die Buchschließen sind abgefallen.